# Karschiidae
Karschiidae es una familia de Arachnida en el orden Solifugae. Esta familia incluye 40 especies descriptas de África septentrional, Oriente Medio y Asia Central.

## Géneros y especies
Las especies están distribuidas en cuatro géneros: 
- Barrus (1 especie),
- Barrussus (2 especies),
- Eusimonia (15 especies),
- Karschia (22 especies).